# Nico Schulz (Politiker)
Nico Schulz (* 22. August 1973 in Osterburg) ist ein deutscher Politiker (Freie Wähler) und war von 2002 bis 2011 Mitglied des Landtages Sachsen-Anhalt. Seit dem 16. Oktober 2011 ist er Bürgermeister der Hansestadt Osterburg.

## Leben
Nico Schulz besuchte von 1980 bis 1990 die Polytechnische Oberschule in Krevese. Im Jahr 1992 absolvierte er sein Abitur am Markgraf-Albrecht-Gymnasium in Osterburg. Von 1992 bis 2002 war er Offizier der Bundeswehr. Zwischen 1995 und 1999 studierte er Betriebswirtschaftslehre an der Universität der Bundeswehr Hamburg. Im Jahr 1999 erlangte er den Abschluss als Diplom-Kaufmann.
Nico Schulz ist evangelisch, verheiratet und hat drei Kinder.
Schulz war zwischen 2003 und 2009 Vorsitzender des Fördervereins Schloss Krumke e. V. Seit 2007 ist er Vorstandsmitglied der Lokalen Aktionsgruppe Mittlere Altmark und seit 2008 Vorstandsmitglied des Altmärkischen Heimatbundes. Von 2012 bis 2017 war er Vorsitzender des Fördervereins Buchholzorgel. Seit 2014 ist Nico Schulz Vorsitzender des Kreisverbandes Stendal des Städte- und Gemeindebundes und seit 2015 Mitglied im Präsidium des Städte- und Gemeindebundes Sachsen-Anhalt. 2016 gründete er den Verein Osterburger Spendenparlament, der sich um die Unterstützung der Wohlfahrtspflege und sozialen Belangen kümmert.

## Politik
Nico Schulz trat 1998 der CDU bei. Von 1999 bis zur Wahl zum Bürgermeister 2011 war er Vorsitzender im CDU-Ortsverband Osterburg und Mitglied im Stadtrat Osterburg, von 1999 bis 2009 Vorsitzender der CDU-Fraktion und anschließend bis 2011 Stadtratsvorsitzender. Von 2000 bis 2018 war Nico Schulz Mitglied im CDU-Landesvorstand. Von 2004 bis 2017 hatte er die Position des stellvertretenden Vorsitzenden des CDU-Kreisverbandes Stendal und seit 2009 ist er Mitglied des Kreistages Stendal. Schulz geriet 2017 in Konflikt mit dem CDU-Kreisverband, weil er den Wahlskandal der CDU-Stendal aus dem Jahre 2014 deutlich kritisierte und eine offensive parteiinterne Aufklärung und Aufarbeitung forderte. Infolgedessen wurde er 2017 nicht wieder in den Kreisvorstand gewählt. Mit einem Wahlergebnis von 75 % wurde Nico Schulz 2011 Bürgermeister der Hansestadt Osterburg. 2018 wurde er mit einem Wahlergebnis von 85 % für eine weitere Amtszeit im Amt bestätigt. Wegen des Konflikts mit der CDU-Stendal gründete Nico Schulz zur Kreistagswahl 2019 die Wählergemeinschaft Pro Altmark, mit der er auf Anhieb das zweitbeste Ergebnis erreichte (17 %). Im September 2019 trat er aus der CDU aus und beantragte im Januar 2020 die Mitgliedschaft bei den FREIEN WÄHLERN.
Seit 2002 war Nico Schulz Mitglied des Landtages von Sachsen-Anhalt. 2002, 2006 und 2011 wurde er jeweils als Direktkandidat des Wahlkreises Havelberg-Osterburg gewählt, zuletzt mit 41,8 % der Stimmen. Im Landtag war er zuletzt Vorsitzender des Ausschusses für Bundes- und Europaangelegenheiten sowie Medien und des Rechnungsprüfungsausschusses. Mit Amtsantritt zum Bürgermeister musste er am 17. November 2011 sein Landtagsmandat niederlegen, da es nach § 34 des Abgeordnetengesetzes des Landes Sachsen-Anhalt nicht mit einem aktiven Beamtenverhältnis vereinbar ist.
Im Oktober 2020 kündete Schulz seine Kandidatur für die Landtagswahl 2021 an. Bei dieser unterlag er mit einem Ergebnis von 25 % dem Christdemokraten Chris Schulenburg, der ein Ergebnis von 26,7 % der Erststimmen und damit auch das Direktmandat erreichen konnte. Schulz kündigte daraufhin an, weiterhin als Bürgermeister der Hansestadt Osterburg tätig sein zu wollen.